# Adelheid von Sulzbach
Adelheid von Sulzbach (* vor 1111; † 1160?) war Äbtissin des Reichsstiftes Niedernburg in Passau.
Geboren als Tochter Adelheids von Wolfratshausen und Berengars I. von Sulzbach war Adelheid von Sulzbach die Schwester von zwei bedeutenden Frauen des Reichs: Bertha-Irene von Sulzbach, nach ihrer Heirat mit Manuel I. Komnenos Kaiserin von Byzanz und Gertrud von Sulzbach, Königin des römischen Reichs an der Seite von König Konrad III.

## Äbtissin des Reichsstiftes Niedernburg in Passau
1147 ist Adelheid als Äbtissin von Niedernburg verzeichnet. Sie erscheint in einer Urkunde über den Tausch von Gütern mit dem Freisinger Bischof.
Die Familie der Sulzbacher war dem Stift Niedernburg bereits seit 1100 verbunden. Adelheids Vater, Graf Berengar von Sulzbach hatte seitdem die Vogteirechte über das Stift inne und vererbte diese an seinen Sohn Gebhard.
Das Ende ihres Abbatiats ist ungewöhnlich, da sie nicht wie üblich mit ihrem Tod aus dem Amt ausschied. Nachdem es 1661 zu einer ersten Unterstellung des Stiftes Niedernburg unter das Bistum Passau kam, ist anzunehmen, dass Adelheids Ausscheiden aus dem Amt mit der politischen Situation im Reich und der Politik Kaiser Friedrichs I. zu tun hatte. Das Geschlecht der Sulzbacher hatte unter König Konrad III. und seiner Frau Gertrud von Sulzbach noch großen Einfluss, welcher von Kaiser Friedrich erheblich eingeschränkt wurde. Allerdings konnte erst 1188, als Adelheids Bruder, Graf Gebhard ohne männliche Nachkommen starb, das Erbe der Sulzbacher an die Söhne Kaiser Friedrichs I. gehen und das Vogteirecht des Reichsstift Niedernburg 1193 letztendlich auch an den Bischof von Passau übertragen werden.
Über Adelheid ist indes bekannt, dass sie mit Unterstützung Heinrichs II. Jasomirgott nach Byzanz reiste. Somit spielte die Äbtissin Adelheid von Passau-Niedernburg eine entscheidende Rolle in der Vermittlung zwischen den beiden Kaiserreichen während des Schismas von 1159. Außerdem bietet diese Reise „Einblick in die Familienbeziehungen des 12. Jahrhunderts, in die Diplomatie, aber auch in Reiselust und Bewegungsfreiheit einer adligen Dame des Hochmittelalters“.
Um 1158/60 erhält Adelheid vom Kaiserpaar, also ihrer Schwester, Basileia von Byzanz und Manuel Komnenos eine große Geldsumme. Geplant war wohl, dass Adelheid sich anschließend in dem von Markgräfin Agnes und Markgraf Leopold III. gegründeten Klosterneuburg niederläße, ob es dazu kam, ist historisch nicht bekannt.